# Teatro dell'Opera estone
Il Teatro dell'Opera estone anche chiamato Teatro Estonia (in estone: Rahvusooper Estonia) è il teatro e la sala per concerti più importante dell'Estonia.
Si trova in Estonia Puiestee, 4, nel centro della città della capitale Tallinn.

## Storia
La prima costruzione del teatro, era in graziosa forma Jugendstil; fu disegnata e progettata da Armas Lindgren e Wivi Lönn, entrambi architetti finlandesi.
Fu costruito con un grande sforzo nazionale sotto la guida e la supervisione della società estone nel 1913 e fu aperta al pubblico il 24 agosto. Al tempo era uno dei maggiori edifici esistenti a Tallinn.
Il teatro dell'opera originario venne gravemente colpito dalle forze aeree sovietiche nell'attacco alla città del 9 marzo 1944.
Finita la guerra, la struttura "Judendstil" venne abbattuta quasi completamente. Il vecchio edificio danneggiato, fu ritenuto dai sovietici da demolire anche perché retaggio della cultura tedesca. Si opto' quindi per un nuovo teatro di stile classico, in stile stalinista, che venne riaperto nel 1947. Durante l'occupazione sovietica fu nazionalizzato, e vennero eseguiti solo musical. Dal restauro dell'indipendenza estone, ha ripreso la sua completa attività.
La costruzione ha due ampi auditori in altrettante ali separate. Attualmente ospita l'Opera Nazionale estone e l'Orchestra sinfonica nazionale estone. La sala per musica da camera è stata inaugurata nel 2006.

## Direttori d'orchestra
- Otto Hermann (1906-1908)
- Adalbert Wirkhaus (1908-1912)
- Raimund Kull (1912-1942)
- Juhan Aavik (1925-1933)
- Verner Nerep (1942-1944)
- Priit Nigula (1944-1951)
- Kirill Raudsepp (1951-1963)
- Neeme Järvi (1963-1975)
- Eri Klas (1975-1994)
- Paul Mägi (1995-2002)
- Jüri Alperten (2002-2004)
- Arvo Volmer (dal 2004)

## Progetti
In occasione del centenario dell'inaugurazione del teatro, previsto per il 24 agosto 2013, sono stati programmati svariati eventi culturali